# Take me to your heaven
«Take me to your heaven» (en español: «Llévame a tu cielo») fue la canción ganadora del Festival de la Canción de Eurovisión 1999, siendo interpretada por Charlotte Nilsson representando a Suecia.
Se trata de una canción pop romántica, en la que la cantante pide a su amante que la lleve al cielo amándola. Se considera que la canción es de un estilo derivado de ABBA, el popular grupo sueco ganador del Festival de la Canción de Eurovisión 1974.

## Participación en el Festival de la Canción de Eurovisión 1999
Charlotte Nilsson fue elegida para representar a Suecia al ganar por primera vez el Melodifestivalen sueco de 1999, donde interpretó la versión en idioma sueco «Tusen och en natt» (en español «Mil y una noches»).
Para el Festival de la Canción de Eurovisión 1999 celebrado en Jerusalén se tradujo al inglés aprovechando que ese mismo año se flexibilizó de la norma que obligaba a presentar la canción en una lengua nacional. 
La canción se interpretó en 15.º lugar de entre 23 participantes. Al final de la votación había recibido 163 puntos, siendo declarada ganadora.

## Carrera comercial
La canción fue lanzada internacionalmente como sencillo el 21 de junio de 1999, producido por Mikael Wendt. En la lista de sencillos, alcanzó el puesto 2 en Suecia, 10 en Noruega, 20 en el Reino Unido, 23 en los Países Bajos y 5 en Flandes (Bélgica). El 24 de abril de 1999, la versión sueca de la canción entró en la lista de radio sueca Svensktoppen como 1 y pasó 8 semanas consecutivas en el primer lugar, y logró mantenerse en la lista algo menos de seis meses, hasta el 4 de septiembre de 1999.

## Posicionamiento en listas
| Lista (1999)                           | Máxima posición |
| -------------------------------------- | --------------- |
| Bélgica (Flandes) (Ultratop 50)        | 5               |
| Escocia (Scottish Singles Sales Chart) | 17              |
| Europa (Eurochart Hot 100)             | 38              |
| Noruega (VG-lista)                     | 10              |
| Países Bajos (Dutch Top 40)            | 21              |
| Países Bajos (Mega Single Top 100)     | 23              |
| Reino Unido (UK Singles Chart)         | 20              |
| Suecia (Sverigetopplistan)             | 2               |

| Predecesor: «Diva» Dana International  | Ganadores del Festival de Eurovisión 1999 | Sucesor: «Fly on the Wings of Love» Olsen Brothers        |
| Predecesor: «Kärleken är» Jill Johnson | Suecia en el Festival de Eurovisión 1999  | Sucesor: «When spirits are calling my name» Roger Pontare |